# Ecuación indeterminada
Una ecuación indeterminada es una ecuación para la cual hay un conjunto infinito de soluciones – por ejemplo, 2x = y. Las ecuaciones indeterminadas no siempre pueden ser resueltas directamente con la información dada. Por ejemplo, las ecuaciones 
{\displaystyle \ ax+by=c}
{\displaystyle \ x^{2}-Py^{2}=1}
donde a, b, c, y P son enteros (siempre que P no es un número cuadrado), son ecuaciones indeterminadas. Una ecuación donde las variables sólo pueden tomar valores enteros se conoce como una ecuación diofántica, por lo que las anteriores son ejemplos de ecuaciones diofánticas indeterminadas.